# Жума (селище)
Жу́ма (каз. Жұма) — станційне селище у складі Жамбильського району Жамбильської області Казахстану. Входить до складу Орнецький сільського округу.
Населення — 267 осіб (2021; 284 у 2009, 283 у 1999, 240 у 1989).